# Noblesse militaire (France)
La noblesse militaire désigne, en France, la noblesse acquise par la profession des armes et l'obtention, sur trois générations successives, de la croix de Saint-Louis (décoration purement militaire qui n'était accordée qu'à des soldats catholiques méritants). Elle fut créée par un édit de novembre 1750 de Louis XV, dans le but d'honorer les familles roturières ayant donné des officiers de valeur aux armées royales. 

## Motifs d'une nouvelle forme d'anoblissement
La déclaration de janvier 1752 expose dans son préambule les motifs qui poussèrent le Roi a créer la noblesse militaire:
« L'intention de sa Majesté en créant la noblesse militaire, a été que la profession des armes pût anoblir de droit à l'avenir ceux de ses officiers qui auraient remplis les conditions prescrites, sans qu'ils eussent besoin de recourir aux formalités des lettres particulières d'anoblissement. Elle a cru devoir épargner à ses officiers parvenus aux premiers grades de la guerre et qui ont toujours vécu avec distinction, la peine d'avouer un défaut de naissance souvent ignoré, et il lui a paru juste que les services de plusieurs générations dans une profession aussi noble que celle des armes, pussent par eux-mêmes conférer la noblesse; mais en accordant à ses officiers une grâce aussi signalée, son intention a été qu'elle ne pût jamais devenir onéreuse à ses sujets. (...) »

## Règles de l'édit de 1750
Les règles établies par l'édit de 1750 étaient les suivantes :
Tout officier général (c'est-à-dire au-dessus du grade de brigadier) est anobli ainsi que sa postérité du jour où il reçoit son brevet.

Les officiers, non nobles, chevaliers de Saint-Louis, retirés du service après trente années de service, dont vingt avec la commission de capitaine, sont exemptés de la taille leur vie durant (ce nombre d'années était réduit pour les lieutenants-colonels, les colonels et mestres de camp, et les brigadiers).

L'officier, dont le père et l'aïeul auront bénéficié des exemptions de la taille, sera noble le jour où il aura été créé chevalier de Saint-Louis et servi le temps prescrit; sa noblesse sera transmissible. (Les capitaines, tués au service du Roi, sont réputés avoir été exemptés des tailles. Quant aux capitaines, chevaliers de Saint-Louis, réformés à la suite de blessure, ils seront exemptés de la taille sans condition du nombre d'années de service.)
La clause des trois générations, sans rétroactivité, et la date tardive de 1750, expliquent que l'on ne compte aujourd'hui que trois familles ayant accédé à la noblesse de cette façon.

## Notions proches
- Chérin, dans son Abrégé chronologique, mentionne la noblesse archère, issue des francs-archers, lesquels auraient reçu de Charles VII une noblesse transmissible[2].
- Pour être héréditaire, le titre de chevalier obtenu par la Légion d'honneur, outre la constitution d'un majorat, exigea, après le décret de 1810, trois générations successives de membres de l'ordre (de 1808 à 1810 le titre était immédiat à la nomination dans l'ordre). Napoléon reprenait ici l'idée des trois générations anoblissantes des chevaliers de Saint-Louis voulues par Louis XV en 1750[3].